# Yenişehir, Tire
Yenişehir là một xã thuộc huyện Tire, tỉnh İzmir, Thổ Nhĩ Kỳ. Dân số thời điểm năm 2010 là 175 người.